# Lý Viễn Triết
Lý Viễn Triết (phồn thể: 李遠哲; giản thể: 李远哲; bính âm: Lǐ Yuǎnzhé; Wade–Giles: Li³ Yüan³-che²; Bạch thoại tự: Lý Oán-tiat; sinh ngày 19 tháng 11 năm 1936) là một nhà hóa học Đài Loan. Ông là người Đài Loan đầu tiên nhận giải Nobel. Năm 1986, ông cùng với hai nhà khoa học John C. Polanyi người Canada gốc Hungary và Dudley R. Herschbach người Mỹ giành giải Nobel Hóa học "cho những đóng góp của họ về động lực học của các quá trình hóa học cơ bản". Từ 15 tháng 1 năm 1994 đến 19 tháng 10 năm 2006, ông làm viện trưởng Viện Nghiên cứu Trung ương của Đài Loan. Năm 2011, ông được bầu làm chủ tịch Hội đồng Khoa học Quốc tế.